# World Team Trophy 2009

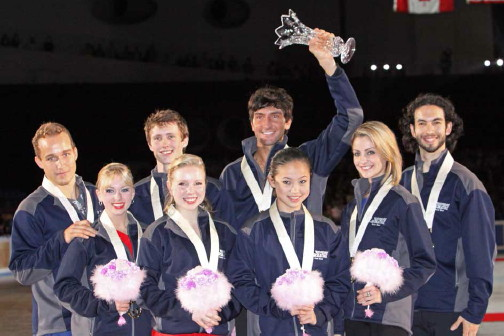
Das Siegerteam der USA bei der Siegerehrung der ersten World Team Trophy

Die World Team Trophy 2009 fand vom 15. bis 19. April 2009 in der Nationalen Sporthalle Yoyogi in der japanischen Hauptstadt Tokio statt.
Es war die erste Austragung des neu erdachten Teamwettbewerb im Eiskunstlauf.
Qualifiziert waren die sechs besten Nationen der Saison, USA, Kanada, Japan, Frankreich, Russland und China.
Die Vereinigten Staaten gewannen die erste World Team Trophy vor Japan und Kanada.

## Ergebnisse

### Endergebnis
| Rang | Nation              | Teampunkte |
| ---- | ------------------- | ---------- |
| 1    | Vereinigte Staaten  | 60         |
| 2    | Kanada              | 54         |
| 3    | Japan               | 50         |
| 4    | Frankreich          | 37         |
| 5    | Russland            | 35         |
| 6    | Volksrepublik China | 34         |

### Herren
| Rang | Nation              | Name                | Punkte | KP | K  | Teampunkte |
| ---- | ------------------- | ------------------- | ------ | -- | -- | ---------- |
| 1    | Vereinigte Staaten  | Evan Lysacek        | 238.56 | 2  | 1  | 12         |
| 2    | Frankreich          | Brian Joubert       | 237.09 | 1  | 3  | 11         |
| 3    | Japan               | Nobunari Oda        | 229.25 | 3  | 4  | 10         |
| 4    | Kanada              | Patrick Chan        | 217.98 | 9  | 2  | 9          |
| 5    | Vereinigte Staaten  | Jeremy Abbott       | 205.05 | 5  | 5  | 8          |
| 6    | Kanada              | Vaughn Chipeur      | 198.91 | 6  | 6  | 7          |
| 7    | Russland            | Sergei Woronow      | 196.70 | 4  | 8  | 6          |
| 8    | Japan               | Takahiko Kozuka     | 190.93 | 10 | 7  | 5          |
| 9    | Volksrepublik China | Wu Jialiang         | 183.86 | 8  | 10 | 4          |
| 10   | Frankreich          | Florent Amodio      | 182.32 | 7  | 11 | 3          |
| 11   | Volksrepublik China | Chao Yang           | 177.94 | 11 | 9  | 2          |
| 12   | Russland            | Konstantin Menschow | 165.21 | 12 | 12 | 1          |

### Damen
| Rang | Nation              | Name              | Punkte | KP | K  | Teampunkte |
| ---- | ------------------- | ----------------- | ------ | -- | -- | ---------- |
| 1    | Japan               | Mao Asada         | 201.87 | 1  | 1  | 12         |
| 2    | Kanada              | Joannie Rochette  | 182.16 | 2  | 2  | 11         |
| 3    | Vereinigte Staaten  | Caroline Zhang    | 175.68 | 4  | 3  | 10         |
| 4    | Vereinigte Staaten  | Rachael Flatt     | 171.81 | 5  | 4  | 9          |
| 5    | Japan               | Miki Ando         | 167.52 | 3  | 6  | 8          |
| 6    | Russland            | Aljona Leonowa    | 161.40 | 6  | 5  | 7          |
| 7    | Kanada              | Cynthia Phaneuf   | 135.65 | 7  | 9  | 6          |
| 8    | Volksrepublik China | Yan Liu           | 135.41 | 10 | 7  | 5          |
| 9    | Volksrepublik China | Binshu Xu         | 133.26 | 8  | 8  | 4          |
| 10   | Frankreich          | Candice Didier    | 126.46 | 9  | 10 | 3          |
| 11   | Frankreich          | Gwendoline Didier | 113.87 | 12 | 11 | 2          |
| 12   | Russland            | Katarina Gerboldt | 112.03 | 11 | 12 | 1          |

### Paare
| Rang | Nation              | Name                              | Punkte | KP | K | Teampunkte |
| ---- | ------------------- | --------------------------------- | ------ | -- | - | ---------- |
| 1    | Volksrepublik China | Zhang Dan / Zhang Hao             | 193.82 | 1  | 1 | 12         |
| 2    | Russland            | Juko Kawaguti / Alexander Smirnow | 185.15 | 2  | 2 | 11         |
| 3    | Kanada              | Jessica Dubé / Bryce Davison      | 164.12 | 4  | 3 | 10         |
| 4    | Vereinigte Staaten  | Caydee Denney / Jeremy Barrett    | 158.24 | 3  | 4 | 9          |
| 5    | Frankreich          | Vanessa James/ Yannick Bonheur    | 128.79 | 5  | 6 | 8          |
| 6    | Japan               | Narumi Takahashi / Mervin Tran    | 125.91 | 6  | 5 | 7          |

### Eistanz
| Rang | Nation              | Name                               | Punkte | OT | KT | Teampunkte |
| ---- | ------------------- | ---------------------------------- | ------ | -- | -- | ---------- |
| 1    | Vereinigte Staaten  | Tanith Belbin / Benjamin Agosto    | 162.98 | 1  | 1  | 12         |
| 2    | Kanada              | Tessa Virtue / Scott Moir          | 156.71 | 2  | 2  | 11         |
| 3    | Frankreich          | Nathalie Péchalat / Fabian Bourzat | 150.63 | 4  | 3  | 10         |
| 4    | Russland            | Jana Chochlowa / Sergei Nowizki    | 149.45 | 3  | 4  | 9          |
| 5    | Japan               | Cathy Reed / Chris Reed            | 120.23 | 5  | 5  | 8          |
| 6    | Volksrepublik China | Xintong Huang / Xun Zheng          | 110.40 | 6  | 6  | 7          |

Es gab keinen Pflichttanz.